# 対の公理
対の公理（ついのこうり、axiom of pairing）は、ZF公理系を構成する公理の一つで、任意の二つの元に対し、それら二つのみを要素とする集合（対、pair）が存在することを主張するものである。

## 定義
任意の二つの元x,yに対し、xとyのみを要素とする集合zが存在する。すなわち、
{\displaystyle \forall x\,\forall y\,\exists z\,\forall w\,[w\in z\iff (w=x\lor w=y)].}
あるいは、より弱い主張である
{\displaystyle \forall x\,\forall y\,\exists z\,\,[x\in z\land y\in z]}
が公理として採用される場合もある。
こちらは、zがxとyを含むことのみしか要請しないが、置換公理（あるいはもっと弱く分出公理）のもとでは集合
{\displaystyle \{x,y\}=\{\,w\in z\mid w=x\lor w=y\,\}}
が存在するため上の定義と同等になる。

## 性質
外延性の公理により、任意のx,yに対しその対が一意に定まる。その集合のことを{x,y}と記す。
また同じく外延性より、x=yの場合における対{x,x}は一元集合{x}に等しいので、単集合の存在も導くことができる。
対の公理を用いて、順序対を定義することができる；
{\displaystyle (x,y)=\{\{x\},\{x,y\}\}.\,}
帰納的に、n個の元の順序対(n組、n-tuple) は、
{\displaystyle (x_{1},\ldots ,x_{n})=((x_{1},\ldots ,x_{n-1}),x_{n}).\!}
と定義される。

## 他の公理との関係
対の公理はZF公理系の他の公理と独立ではない。すなわち、置換公理および「濃度が2以上の集合の存在」から、任意のx,yに対する対{x,y}の存在を導ける（濃度が2以上の集合の存在については、無限公理、あるいは空集合の公理と冪集合の公理の組み合わせから導くことができる）。
そのため対の公理は、公理系を記述する際に省略されることもある。